# Мюнстергаузен
Мюнстергаузен (нім. Münsterhausen) — громада в Німеччині, знаходиться в землі Баварія. Підпорядковується адміністративному округу Швабія. Входить до складу району Гюнцбург. Складова частина об'єднання громад Таннгаузен.
Площа — 18,48 км2. Населення становить 1986 ос. (станом на 31 грудня 2020).